# Базальт
База́льт — магматическая вулканическая горная порода осно́вного состава нормального ряда щёлочности из семейства базальтов. Название происходит от др.-греч. βασανίτης, через др.-греч. βασικός, из егип. bḫn  — «твёрдый камень».
Плутоническим аналогом базальтов является габбро, а гипабиссальным аналогом — долериты. К разновидностям базальтов относят траппы. Преобладают среди других кайнотипных (слабо изменённых) вулканических пород.
В сейсмологии «базальтовым» называется нижний слой земной коры, выделяемый по повышенной скорости продольных сейсмических волн (vP = 6,5—7,2 км/с), характерной для базальтов. Толщина базальтового слоя на континентах достигает 20—35 км, в океанах не превышает 5—6 км. Для определения природы «базальтового» слоя бурилась Кольская сверхглубокая скважина.

## Структура и текстура
Обычно базальты — это тёмно-серые, чёрные или зеленовато-чёрные породы, обладающие стекло-волокнистой, скрытокристаллической афировой или порфировой структурой. В порфировых разностях на фоне общей скрытокристаллической массы хорошо заметны мелкие вкрапленники зеленовато-жёлтых изометричных кристаллов оливина, светлого плагиоклаза или чёрных призм пироксенов. Размер вкрапленников может достигать несколько сантиметров в длину и составлять до 20—25 % от массы породы.
Текстура базальтов может быть плотной массивной, пористой, миндалекаменной. Миндалины обычно заполняются плагиоклазом, базальтической роговой обманкой, полевым шпатом, кальцитом, хлоритом и прочими вторичными минералами — такие базальты называются мандельштейнами.
Плотность (2,60—3,10 г/см3).

## Состав
Минеральный состав

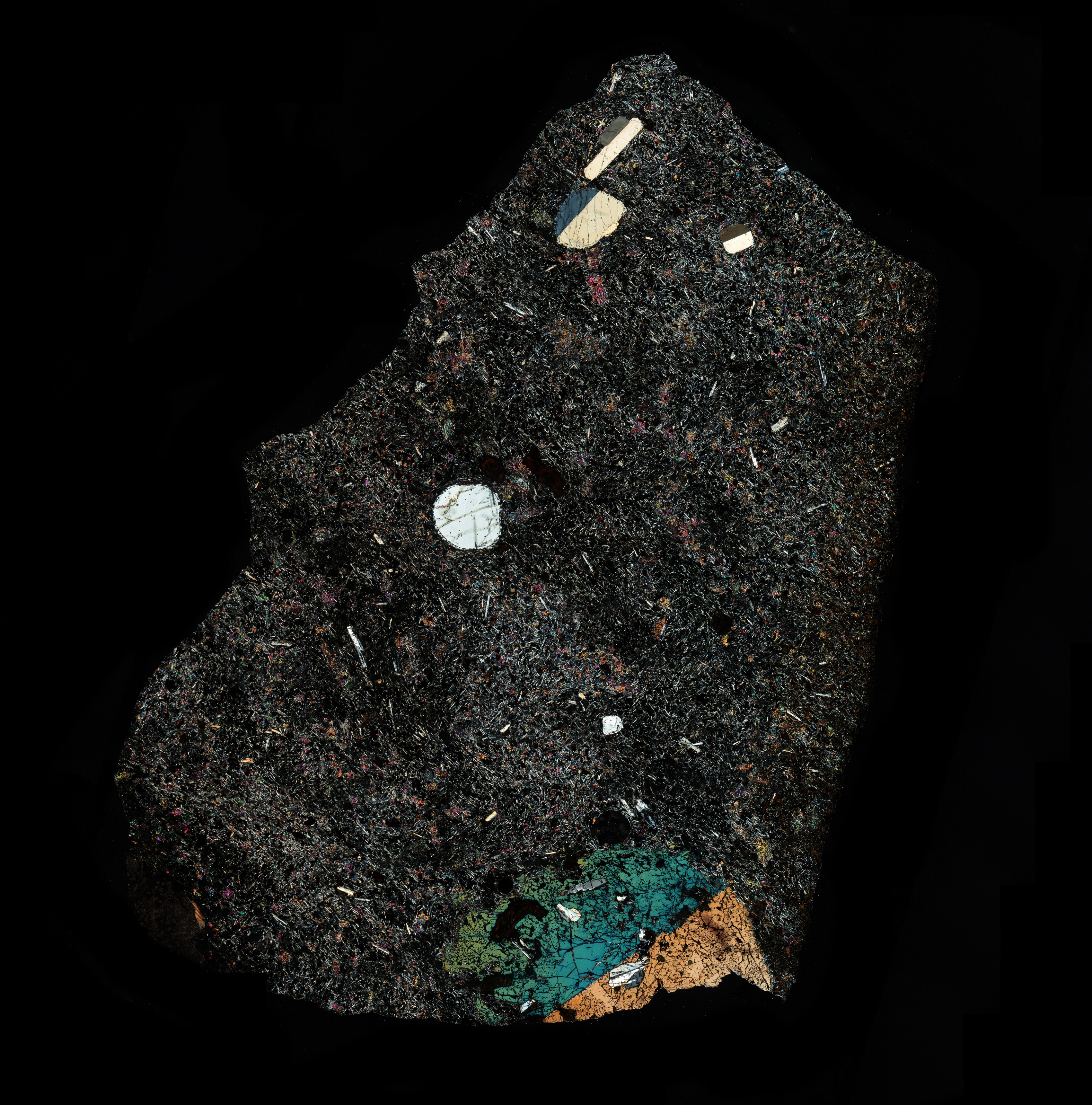
Петрографический шлиф базальта в скрещённых николях

Основная масса сложена микролитами плагиоклазов, клинопироксена, магнетита или титаномагнетита, а также вулканическим стеклом. Вкрапленники, как уже было сказано, обычно представлены оливином, клинопироксеном, плагиоклазом, редко ортопироксеном или роговой обманкой. Наиболее распространённым акцессорным минералом является апатит.
Химический состав
Содержание кремнезёма (SiO2) колеблется от 42 до 52—53 %, суммы щелочей Na2+K2 до 5 %, в щелочных базальтах до 7 %.
| Оксид | Содержание, %[5] |
| ----- | ---------------- |
| SiO2  | 47—52            |
| Al2O3 | 14—18            |
| CaO   | 6—12             |
| FeO   | 6—10             |
| MgO   | 5—7              |
| Fe2O3 | 2—5              |
| Na2O  | 1,5—3            |
| TiO2  | 1—2,5            |
| K2O   | 0,1—1,5          |
| P2O5  | 0,2—0,5          |
| MnO   | 0,1—0,2          |

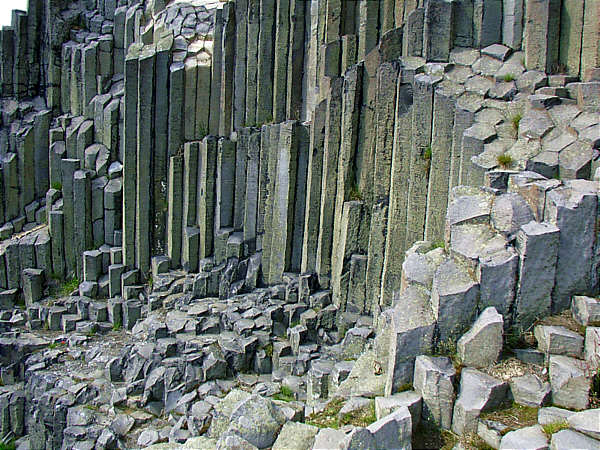
Характерная столбчатая отдельность базальта

Большее значение имеет классификация базальтов на основании химического состава, который находится в определённом соответствии с их минеральным составом: например, содержание SiO2 увеличивается от мелилититов к базальту обыкновенному. По содержанию SiO2 все базальты делятся на три группы: основные, нейтральные и кислые. В группу основных базальтов входят: мелилитит оливиновый, мелилитит, нефелинит оливиновый, нефелинит, а также лимбургит и авгитит, которые характеризуются наличием стекловидной фазы. По химическому составу к этой группе относятся базальтовые породы, содержащие до 42 % SiO2. К группе основных базальтов должны быть отнесены образцы базальтов, доставленные с Луны. В их состав входит 40—42 % SiO2. Иногда из группы основных базальтов выделяют ультраосновные (мелилититы и нефелиниты оливиновые) с содержанием SiO2 менее 40 %.
В группу нейтральных входят базальты с 43—46 % SiO2: базаниты, лейцититы и оливиновые лейцититы. В этих базальтах имеется полевой шпат. К группе кислых базальтов относятся базальт обыкновенный, базальт оливиновый и тефриты (свыше 46 % SiO2).

## Вторичные изменения
Вследствие вторичных изменений исходно тёмно-серые или чёрные базальты обретают характерную зеленоватую окраску (т. н. зеленокаменное перерождение), а в больших массах проявляется характернейшая столбчатая отдельность в виде 3—7-гранных столбов. Происходят и минералогические изменения: стекло может замещаться палагонитом — аморфным гелеподобным веществом зеленоватого или желтоватого цвета, состоящим преимущественно из монтмориллонита; по клинопироксену развивается актинолит; по плагиоклазу — альбит и соссюрит. В целом же самыми распространёнными из вторичных минералов по базальту являются кальцит, пренит, цеолиты.

## Распространённость

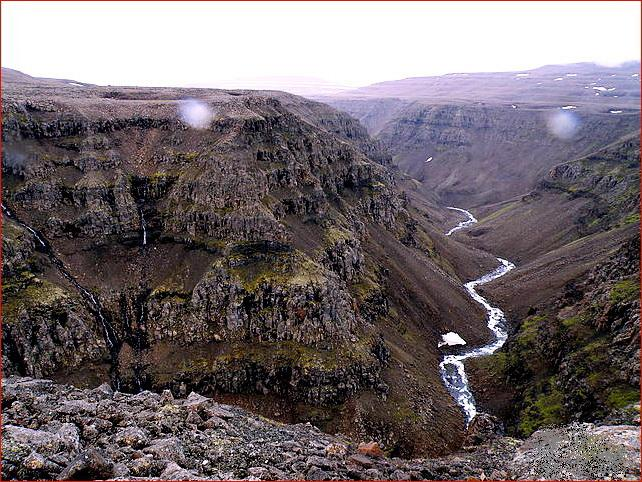
Трапповое плато Путорана

Базальты — самые распространённые магматические породы на поверхности Земли и на других планетах Солнечной системы. Основная масса базальтов образуется в срединно-океанических хребтах и формирует океаническую кору. Кроме того базальты типичны для обстановок активных континентальных окраин, рифтогенеза и внутриплитного магматизма.
При кристаллизации по мере подъёма на поверхность Земли базальтовой магмы на глубине иногда образуются сильно дифференцированные по составу, расслоённые интрузии, в частности габбро-норитов (такие как Норильские, Садбери в Канаде и некоторые другие). В таких массивах встречаются месторождения медноникелевых руд и платиноидов.
Основные магматические горные породы в СНГ очень распространены. Они занимают, с учётом Сибирских траппов, 44,5 % площади территории бывшего Советского Союза и представляют большой интерес как сырьё. Известно более 200 месторождений базальтовых пород, из них более 50 месторождений эксплуатируются. В настоящее время базальты применяются не только в строительстве (щебень, штучный камень, облицовка зданий и др.) но и для производства каменного литья, петроситаллов, базальтовых волокон, сырья для получения портландцементного клинкера.
Месторождения базальтов встречаются в Узбекистане, на Камчатке, на Украине, в Армении, на Алтае, в Забайкалье и в других районах. Из месторождений Армении известны Джермукское, Кэгбекское и Мозское. Большие залежи базальта открыты в Ровенской области, а также вблизи Донецка.

## Образование
Базальты образуются при застывании излившегося на поверхность Земли, подразумевая под этим и дно океана, силикатного магматического расплава основного (базальтового) состава. Происхождение базальтовой магмы по одной из гипотез состоит в частичном плавлении типичных мантийных горных пород, гарцбургитов, верлитов и др. Состав выплавки определяется химическим и минеральным составом протолита (исходной породы), физико-химическими условиями плавления, степенью плавления и механизмом ухода расплава.
Наблюдающийся в верхней части мантии процесс частичного, или фракционного, плавления ведет к образованию базальта, имеющего другой состав — больше кремнезема, алюминия и кальция, меньше магния, чем породившая его мантия.
По геодинамической природе выделяются следующие типы базальтов:
- базальты срединно-океанических хребтов (сокращенно БСОХ, англ. MORB от mid-ocean ridge basalt),
- базальты активных континентальных окраин,
- внутриплитные базальты, которые можно подразделить на континентальные и океанические базальты.

Извержение базальтов срединно-океанических хребтов — важнейший в массовом отношении процесс в верхней части Земли.

## Изменения
Базальты очень легко изменяются гидротермальными процессами. При этом плагиоклаз замещается серицитом, оливин — серпентином, основная масса хлоритизируется и в результате порода приобретает зеленоватый или синеватый цвет. Особенно интенсивно изменяются базальты, изливающиеся на дне морей. Они активно взаимодействуют с водой, при этом из них выносятся и оседают многие компоненты. Этот процесс имеет большое значение для геохимического баланса некоторых элементов. Так большая часть марганца поступает в океан именно таким способом. Взаимодействие с водой кардинальным образом меняет состав морских базальтов. Это влияние можно оценить и использовать для реконструкций условий древних океанов по базальтам.
При метаморфизме базальты, в зависимости от условий, превращаются: при относительно низких температурах (330—550 °C) и средних давлениях в зелёные сланцы, амфиболиты; при тех же температурах и значительных давлениях — в глаукофановые сланцы с разновидностью голубые сланцы, получившими своё название по голубому цвету входящих в их состав щелочных амфиболов; а при более высоких температурах и давлениях — в эклогиты, состоящие из пиропового граната и натриевого клинопироксена — омфацита.

## Применение
Базальт используют как сырьё для щебня, производства базальтового волокна (для производства теплозвукоизоляционных материалов, композитной базальтовой арматуры, и т. д.), каменного литья и кислотоупорного порошка, плиты мощения, брусчатки, облицовочных плит, а также в качестве наполнителя для бетона. Базальт весьма устойчив к атмосферному воздействию и потому часто используется для наружной отделки зданий и для изготовления скульптур, устанавливаемых на открытом воздухе и в качестве строительного и облицовочного материала. Также начинает развиваться рынок производства арматуры из непрерывного базальтового волокна.

## Галерея

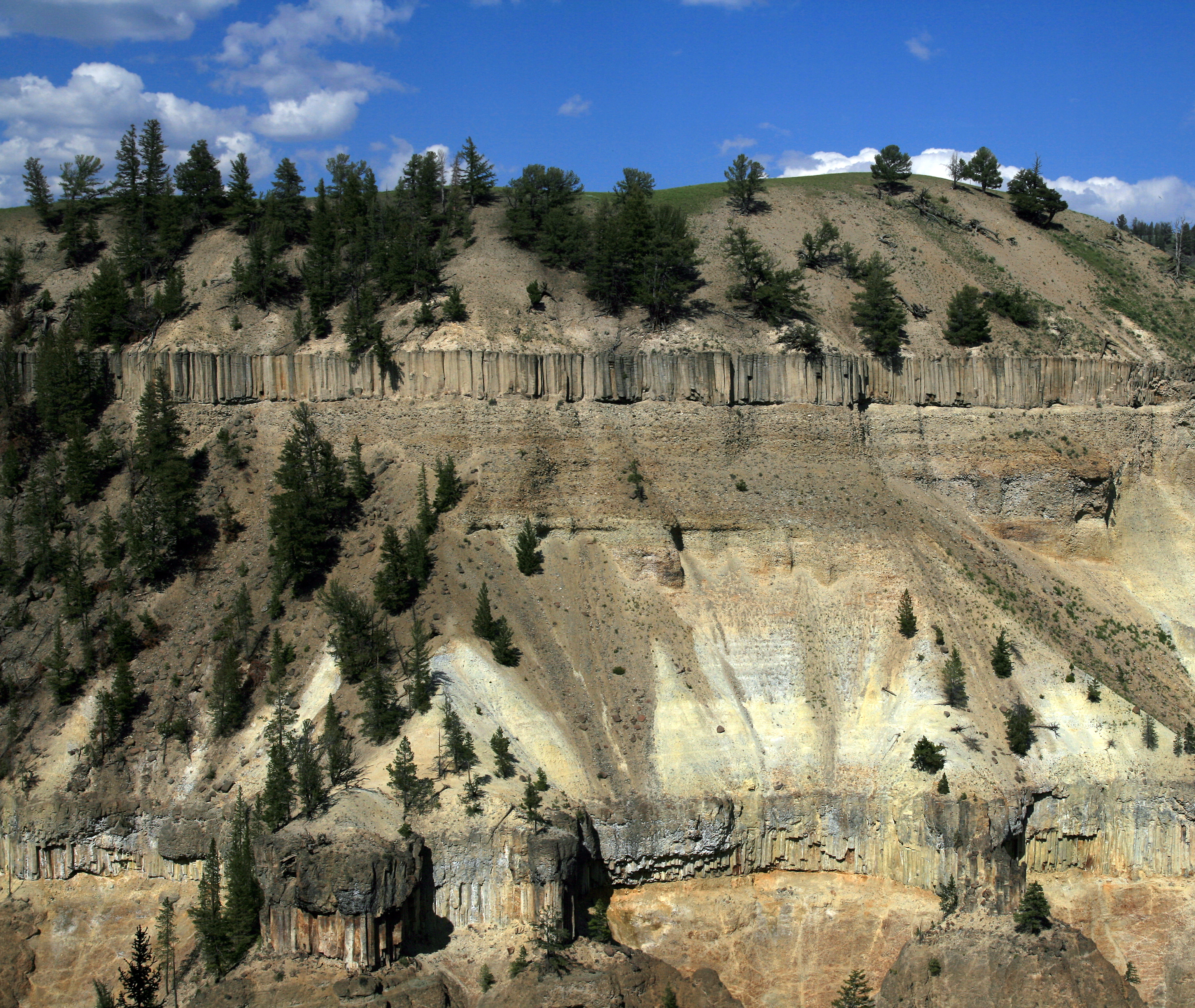
Колонна базальтовых потоков в Йеллоустонском национальном парке, США
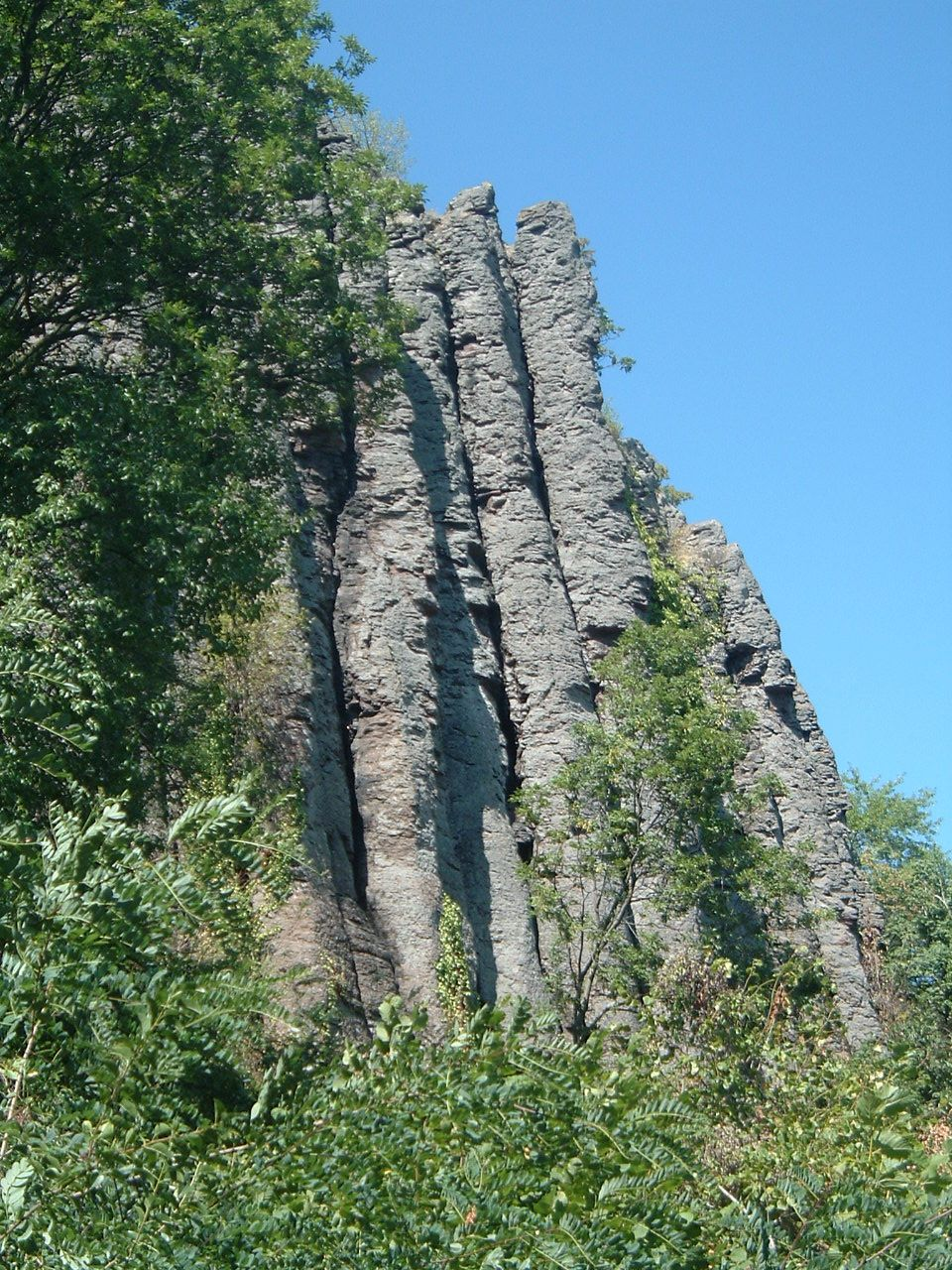
Колонна базальта на холме Сент-Дьёрди, Венгрия
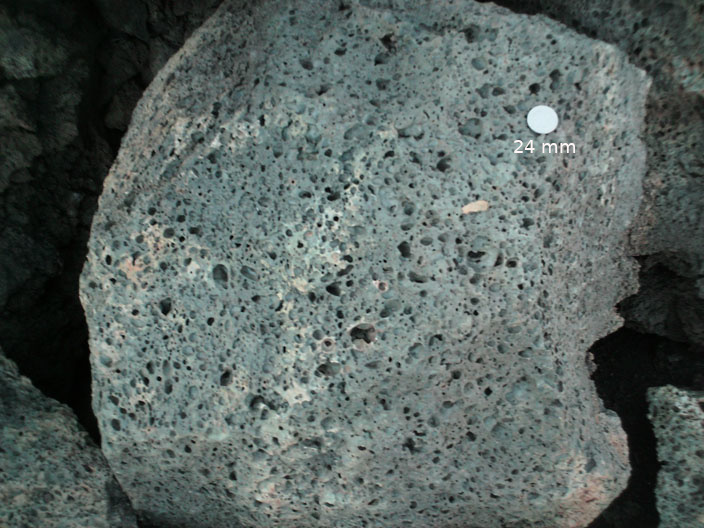
Везикулярный базальт на Кратере Сансет[англ.], Аризона. По шкале квотера США.
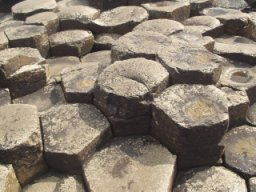
Большие массы должны медленно остыть, чтобы сформировать многоугольный рисунок соединения, как здесь, на Мостовой гигантов в Северной Ирландии
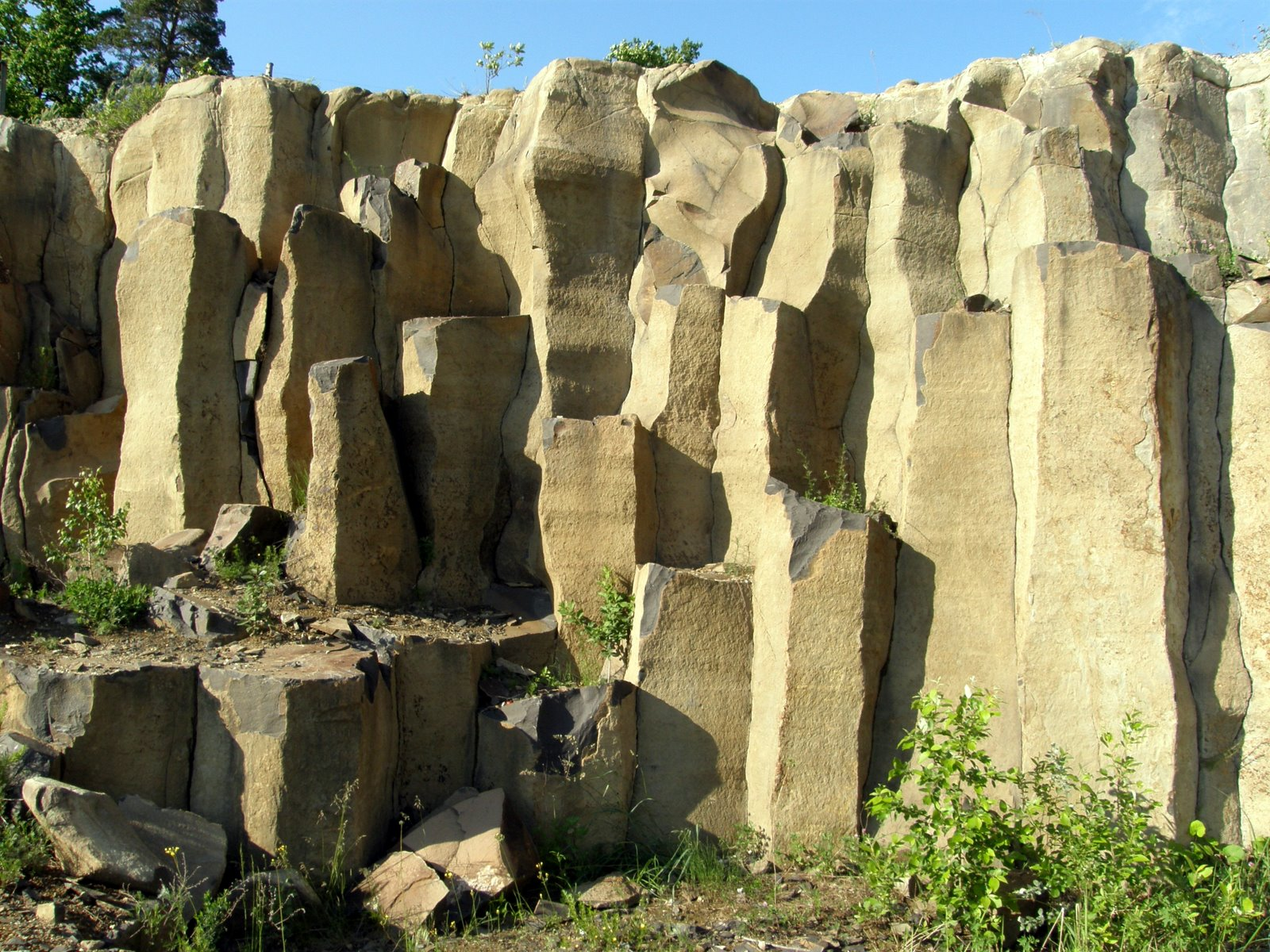
Колонны из базальта возле Базальтовое, Украина
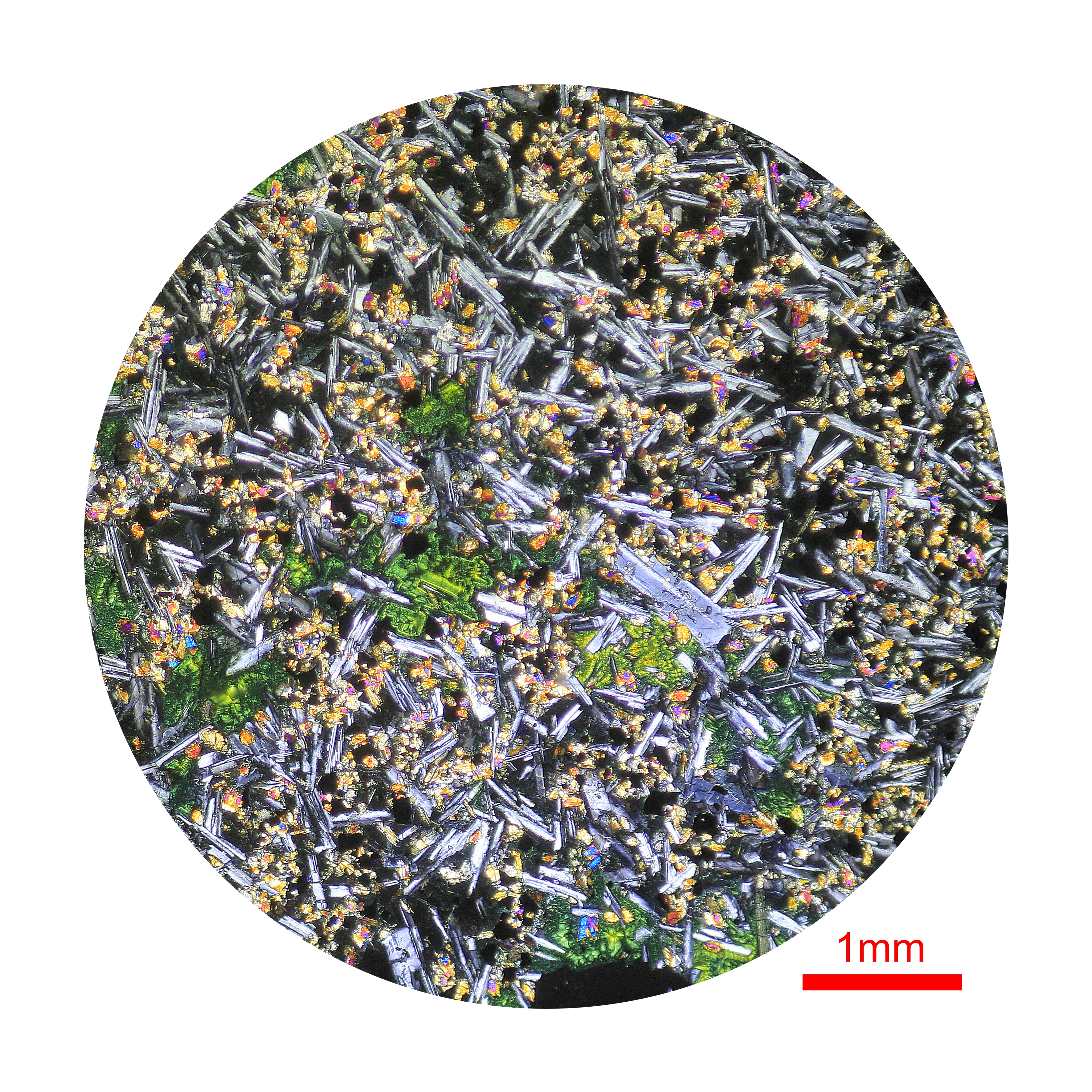
Микрофотография тонкого сечения базальта из Базальтовое, Украина
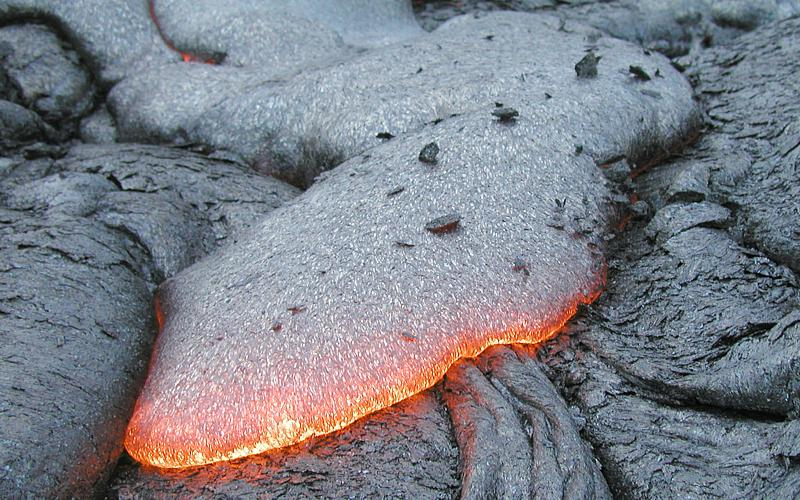
Активный базальтовый поток лавы
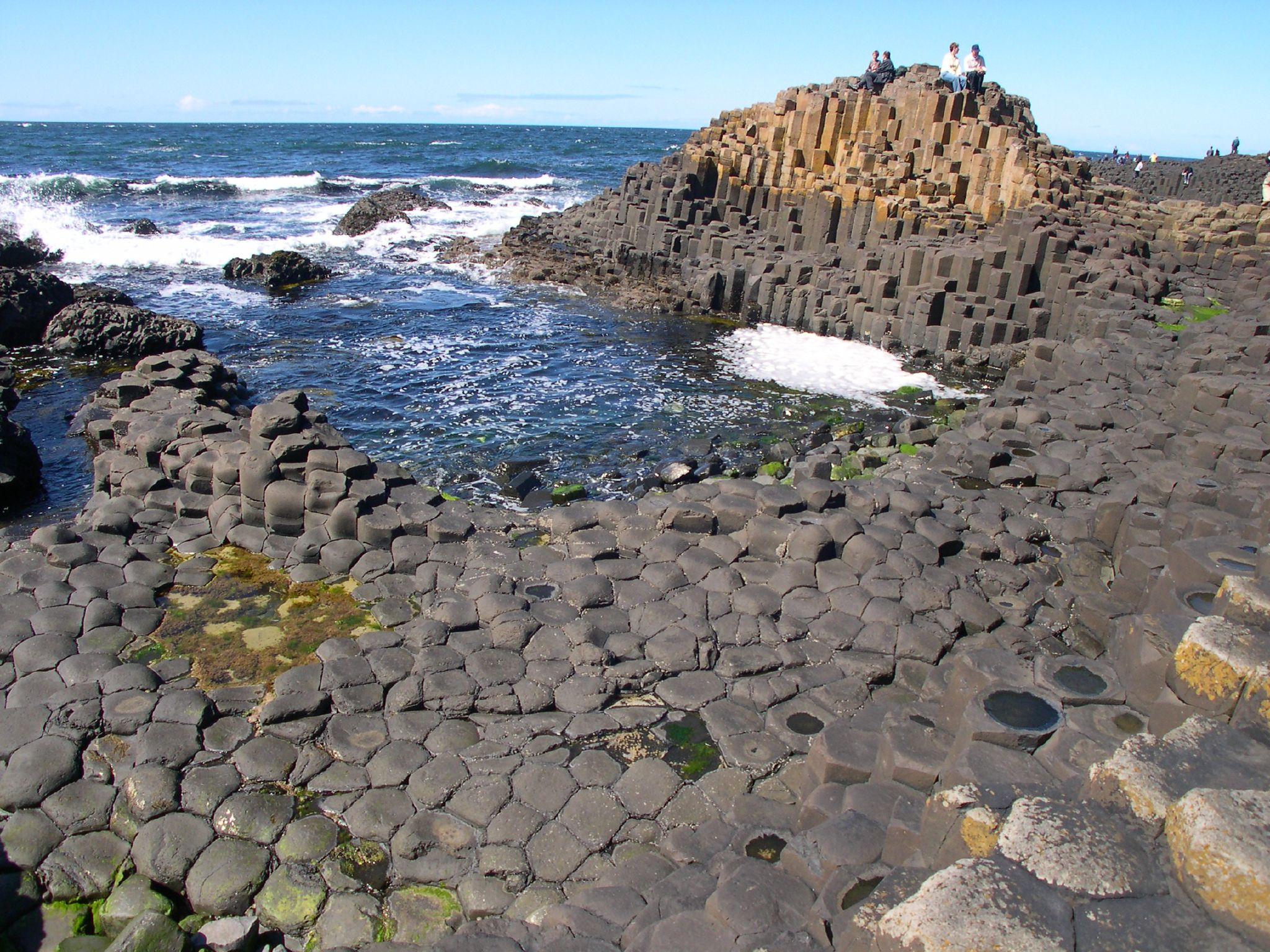
Мостовая гигантов в Северной Ирландии
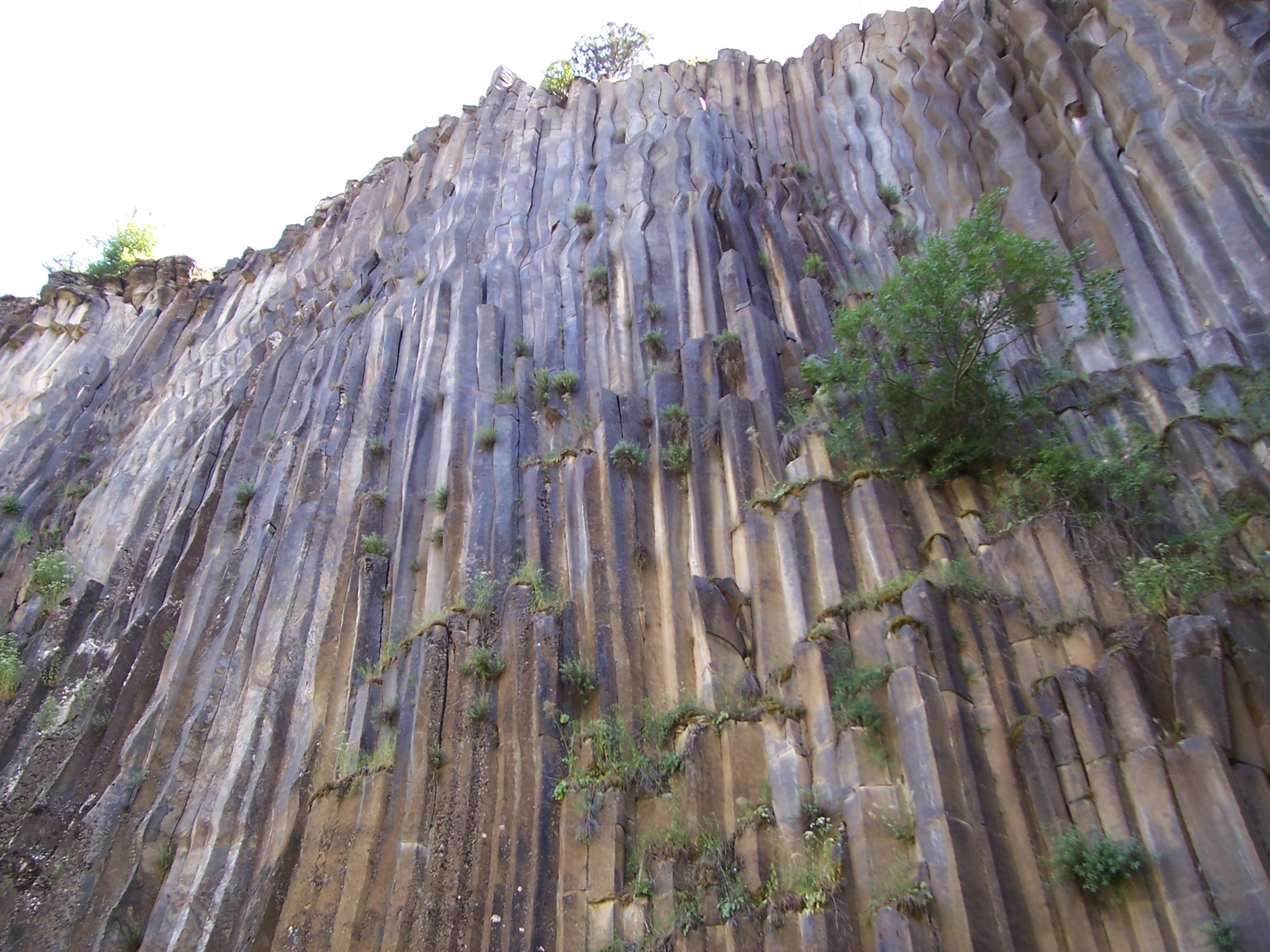
Колонна шовная[англ.] базальтовая в Турции
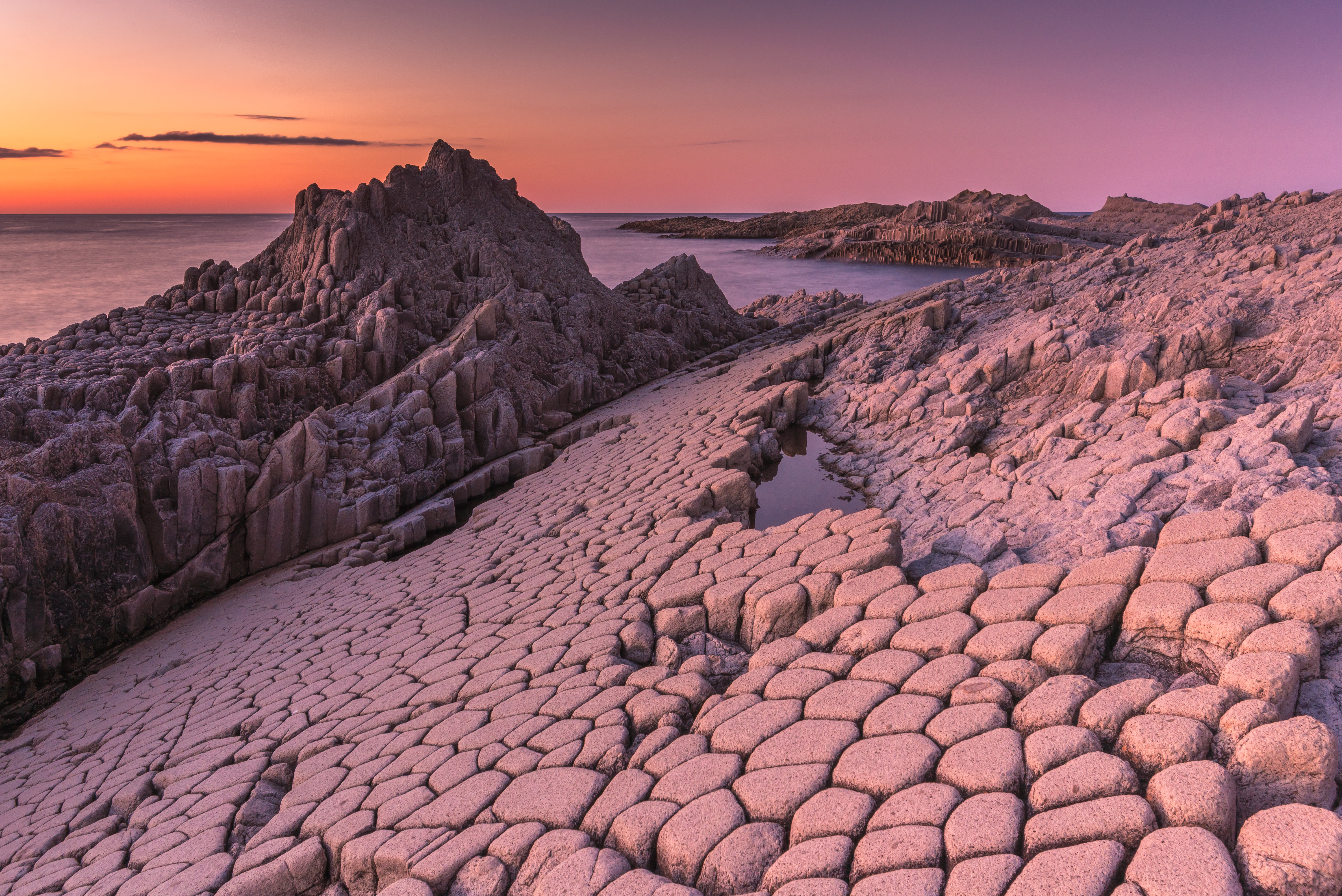
Колонна базальтовая на мысе Столбчатый, Россия
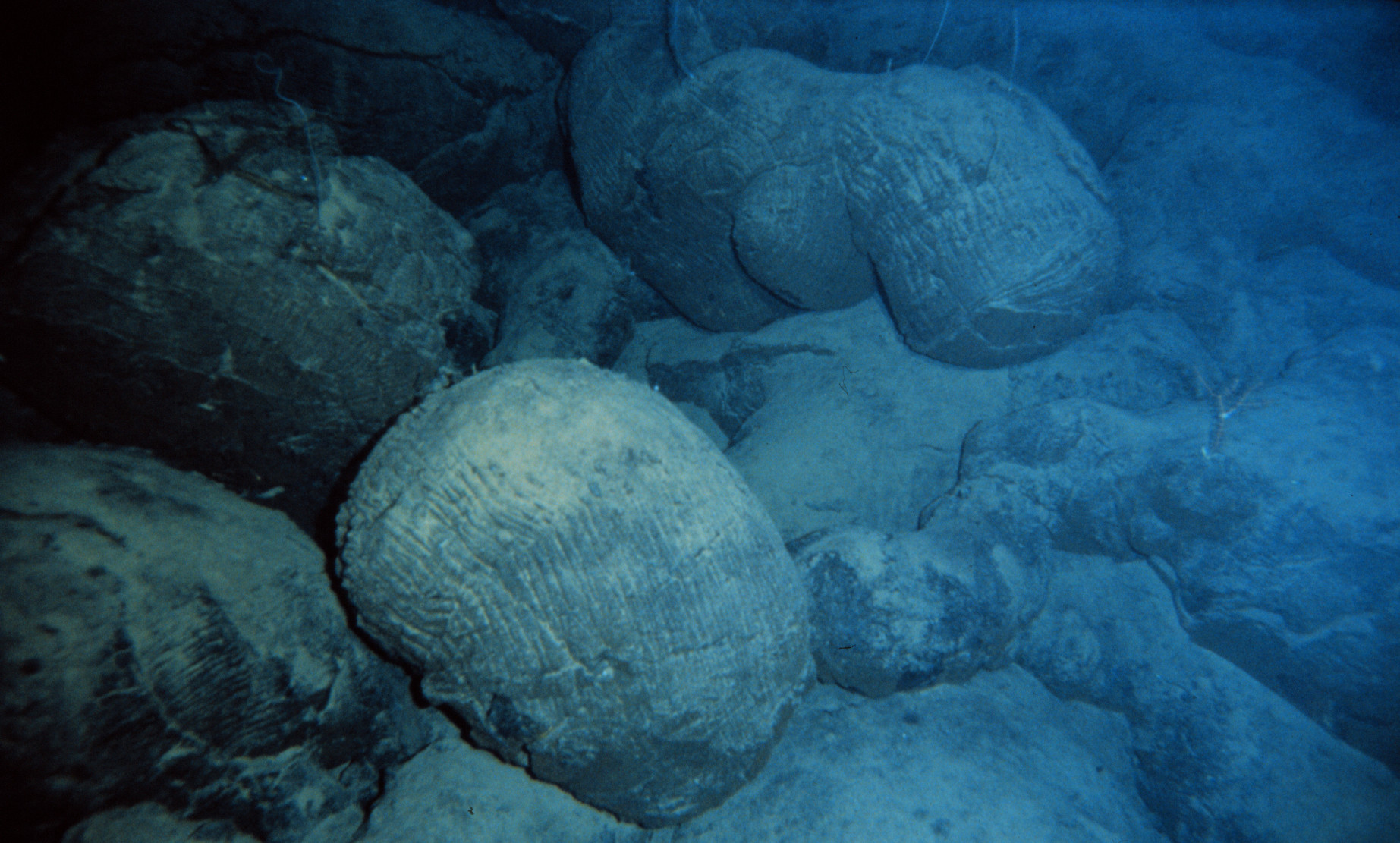
Подушки-базальты на морском дне южной части Тихого океана
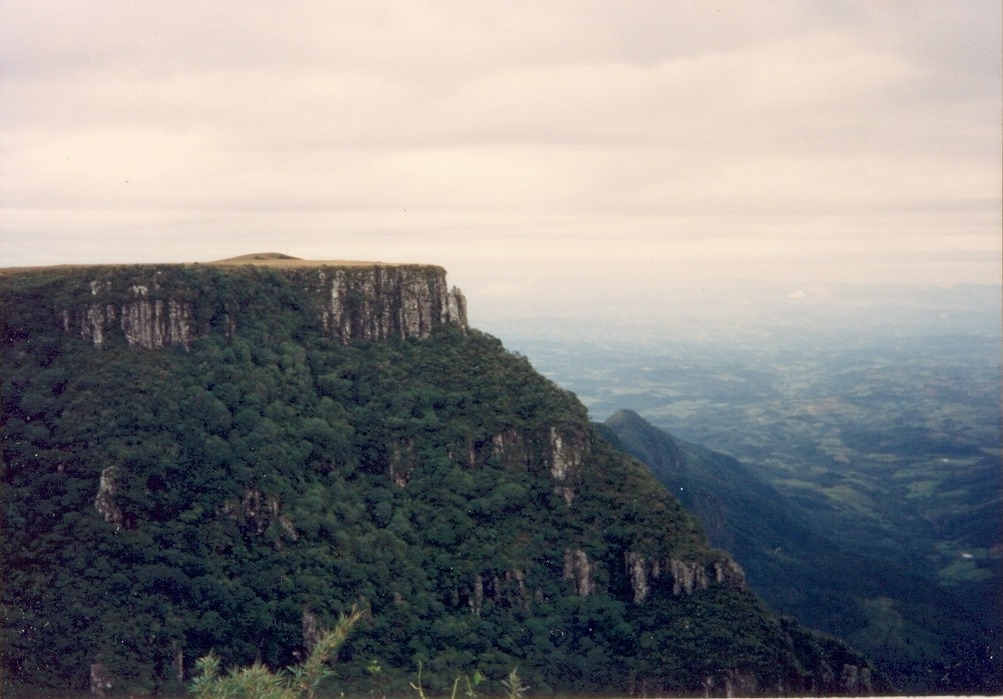
Трапповая провинция Парана-Этендека, Бразилия
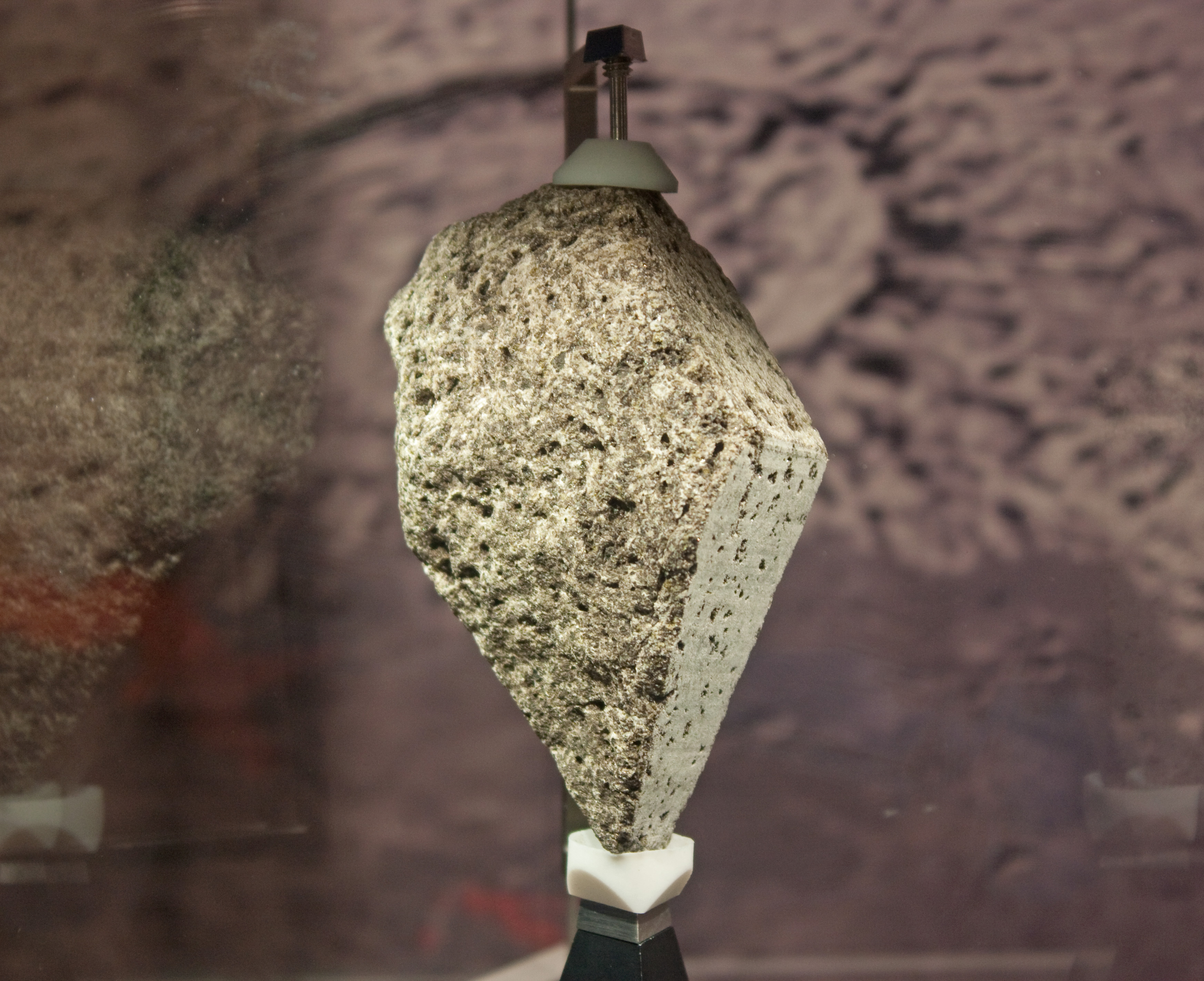
Базальт лунного оливина, собранный Аполлоном-15.
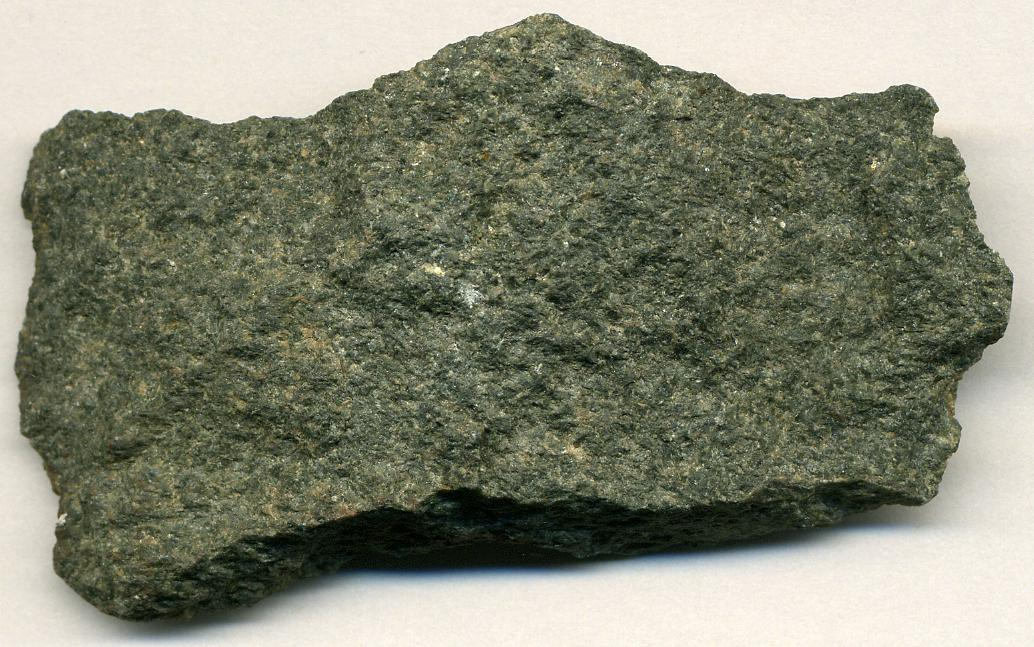
Метаморфизованный базальт из архейского зеленокаменного пояса в Мичигане, США. Минералы, которые придали исходному базальту чёрный цвет, превратились в зелёные минералы.
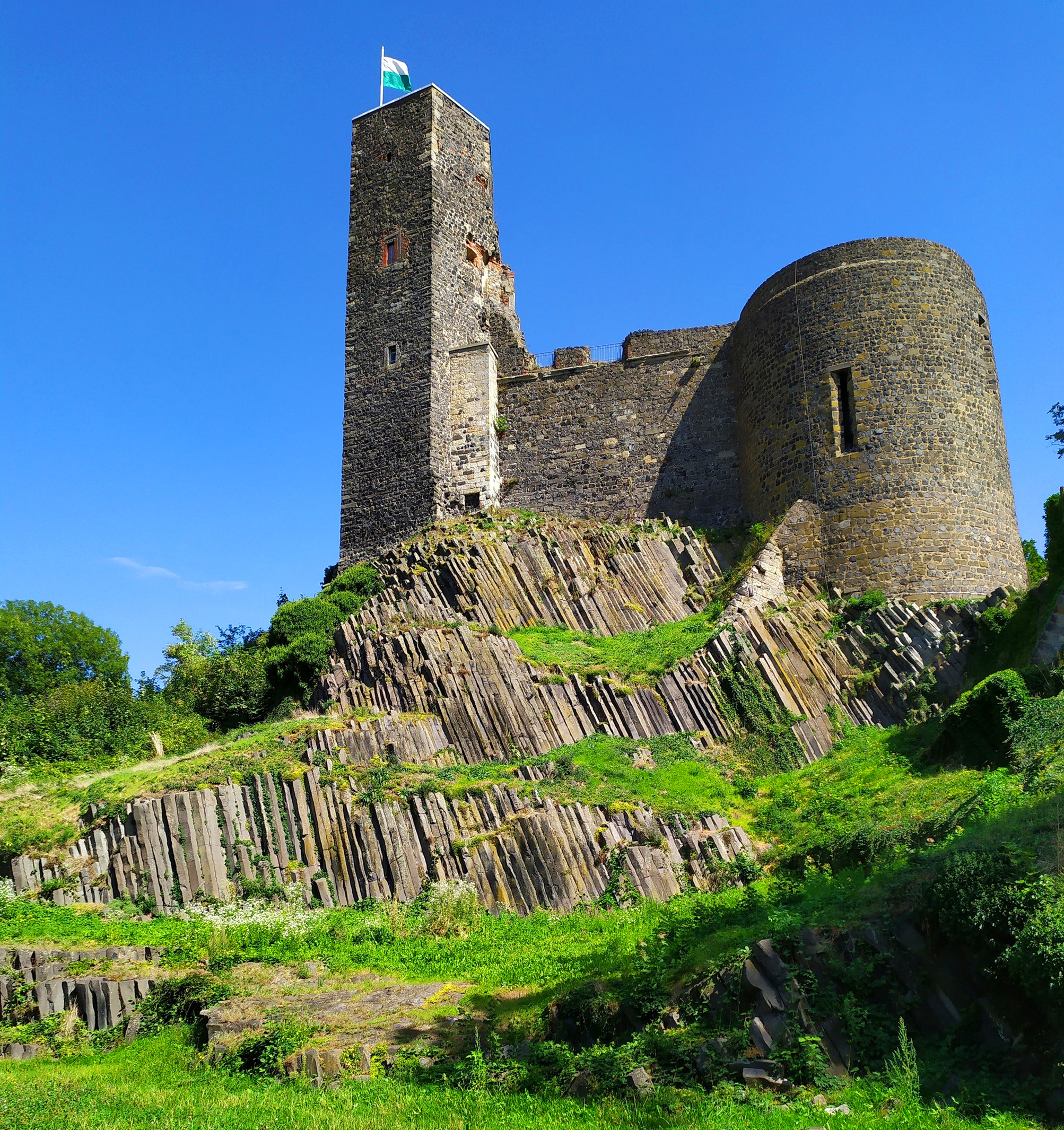
Базальтовая скала с Крепостью Штольпен на вершине, Саксония, Германия